# 北海道道1136号旭川層雲峡自転車道線
北海道道1136号旭川層雲峡自転車道線（ほっかいどうどう1136ごう あさひかわそううんきょうじてんしゃどうせん）は、北海道旭川市から上川郡上川町層雲峡温泉までを結ぶ一般道道（北海道道）で、サイクルネットワーク形成促進としての自転車道である。別名、旭川層雲峡大規模自転車道。

## 概要
計画では、旭川市常磐公園を起点とし、愛別町オートキャンプ場を経由して 層雲峡温泉に至る延長68.2kmの自転車道。2008年現在、旭川市常磐公園から愛別町あいべつリバーフロントパーク(きのこの里パークゴルフ場)まで開通している。

### 路線データ
- 起点：北海道旭川市常磐公園
- 終点：北海道上川郡上川町層雲峡温泉
- 延長：68.2km

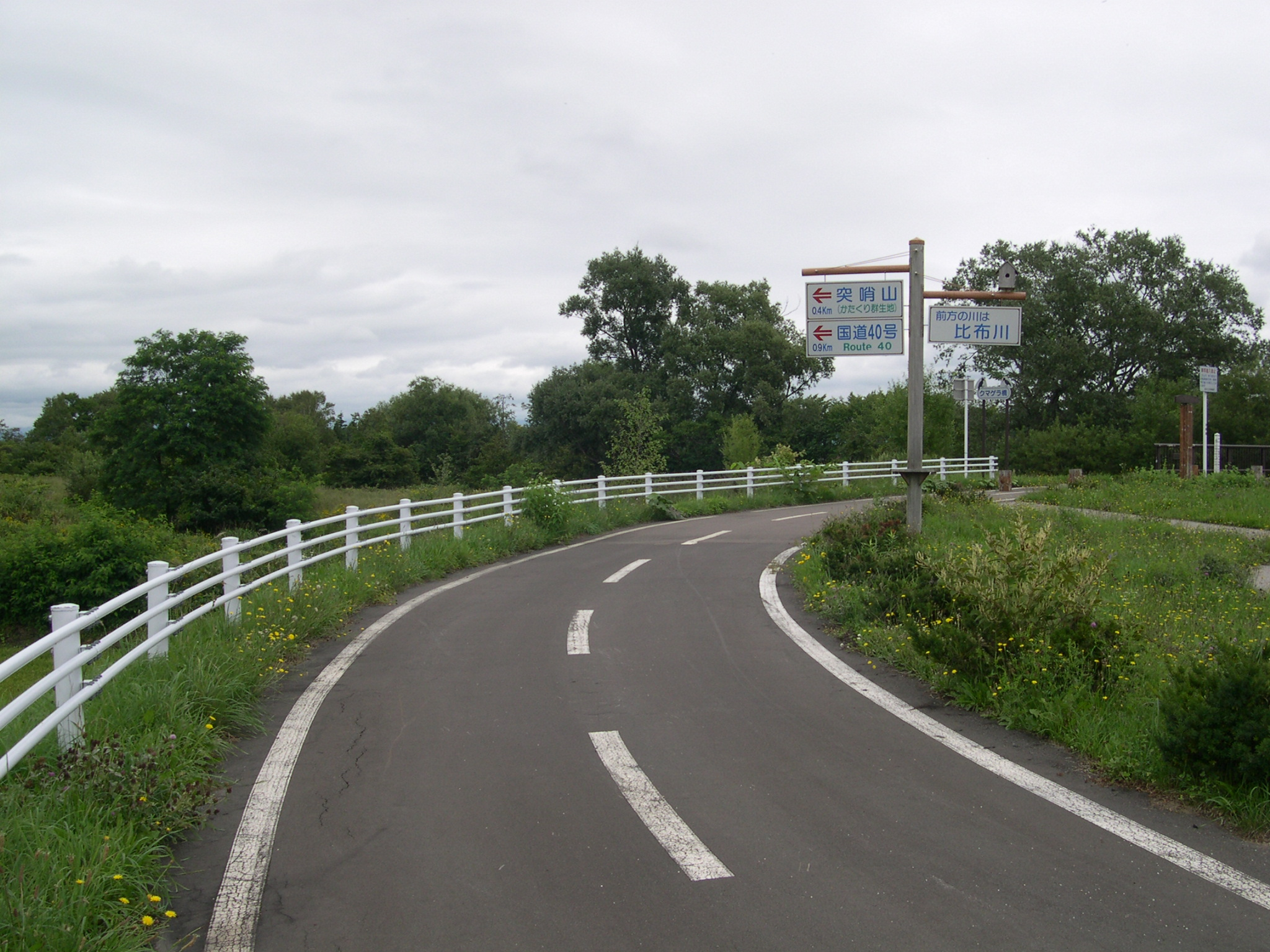
石狩川百景休憩所付近
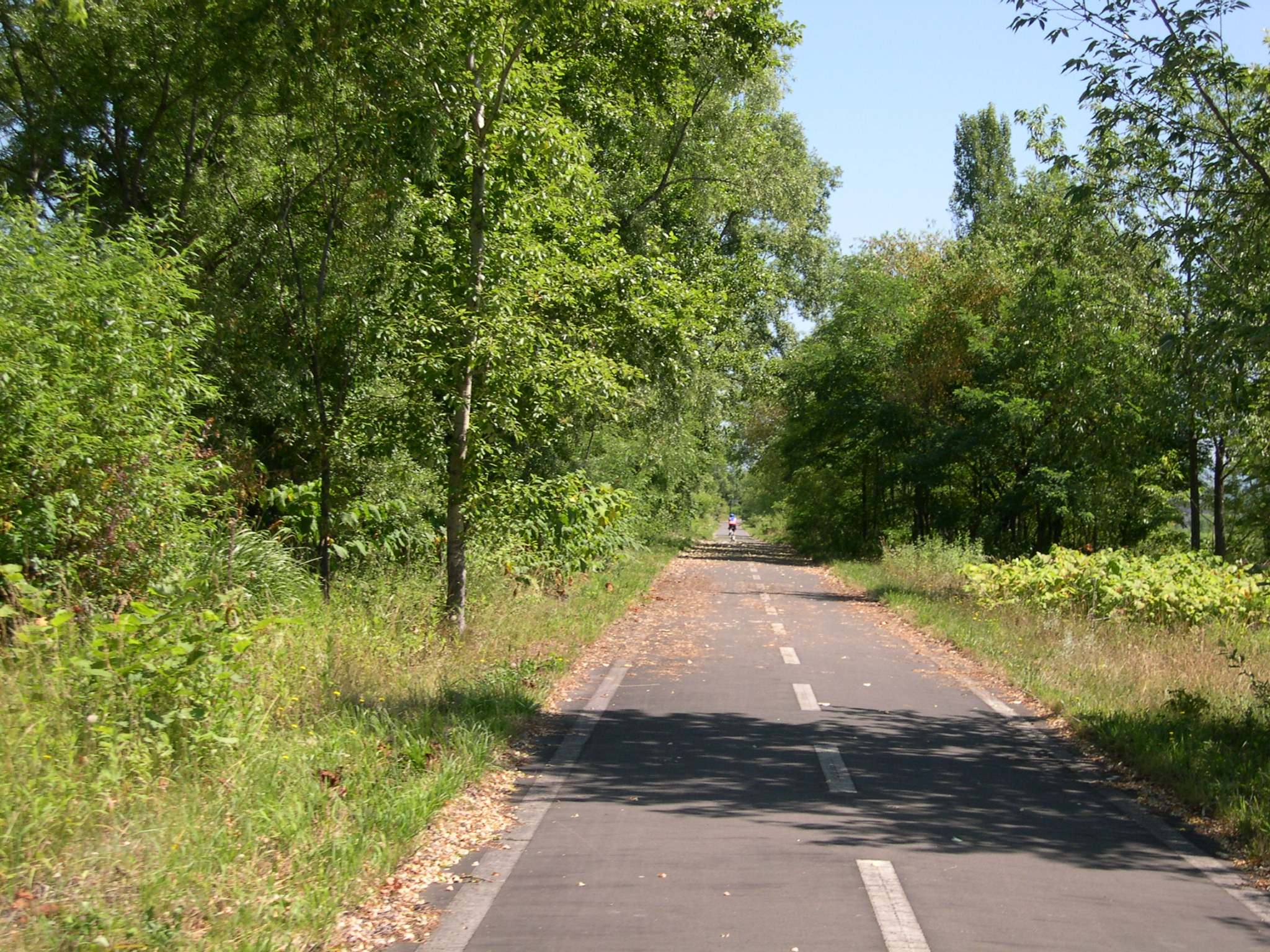
近文頭首工付近
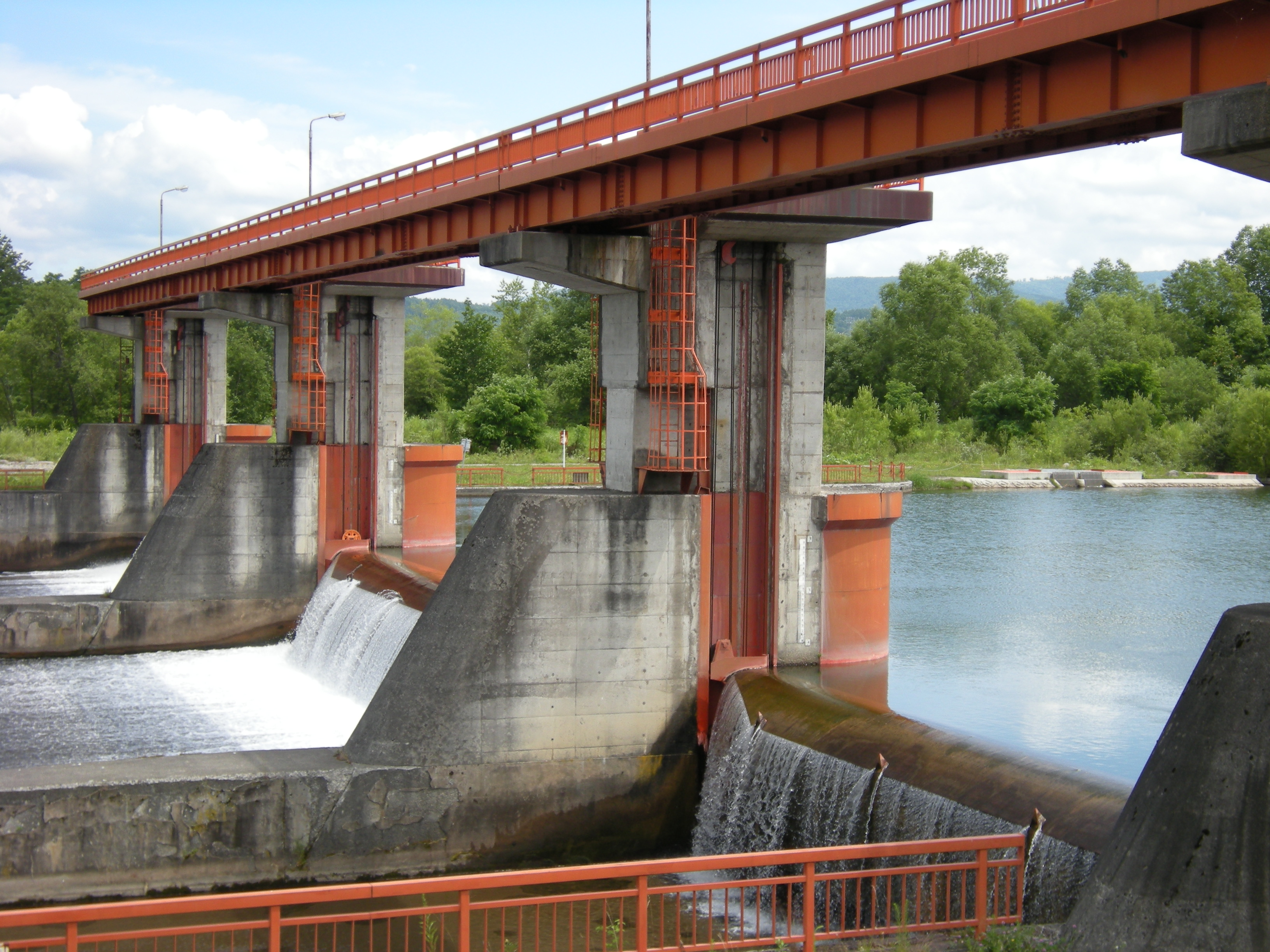
大雪頭首工

## 歴史
- 1994年（平成6年）10月12日 - 路線認定[1]。

## 地理

### 通過する自治体
- 上川総合振興局
  - 旭川市
  - 上川郡
    - 比布町
    - 当麻町
    - 愛別町
    - 上川町